# معن السابع
معن السابع كان ملكًا لمملكة الرها من 123-139 م.  كان أول من عاد من السلالة الأبجرية العربية لحكم الرها، بعد أن دعم أبجر السابع ثورة الفرثيين ضد الإمبراطور الروماني تراجان، فغزا الرومان مملكة الرها ودمروها.

## ملحوظات
1. ↑  هناك لبس بين العلماء المعاصرين حول حكام هذا العصر. للمزيد من التفاصيل، طالع مقال أبجر السابع.

## الاستشهادات
1. ↑  Ball 2016، صفحة 98.